# Elizabeth Avellán
Elizabeth Avellán Veloz (Caracas, 8 novembre 1960) è una produttrice cinematografica venezuelana naturalizzata statunitense.

## Filmografia parziale
- El mariachi (1992)
- The Faculty (1998)
- Spy Kids (2001)
- Spy Kids 2 - L'isola dei sogni perduti (Spy Kids 2: The Island of Lost Dreams) (2002)
- C'era una volta in Messico (Once Upon a Time in Mexico) (2003)
- Missione 3D - Game Over (Spy Kids 3-D: Game Over) (2003)
- Sequestro lampo (Secuestro Express) (2004)
- Sin City (2005)
- Le avventure di Sharkboy e Lavagirl in 3-D (The Adventures of Sharkboy and Lavagirl in 3-D) (2005)
- Grindhouse (2007)
- Grindhouse - A prova di morte (Death Proof) (2007)
- Grindhouse - Planet Terror (Planet Terror) (2007)
- Il mistero della pietra magica (Shorts) (2009)
- Machete (2010)
- Predators (2010)
- Spy Kids 4 - È tempo di eroi (Spy Kids: All the Time in the World) (2011)
- Angels Sing - Un Natale tutto nuovo (Angel Sing) (2013)

## Vita privata
È stata sposata dal 1991 al 2006 con il filmmaker Robert Rodriguez. La coppia ha avuto cinque figli.